# Kingston Stockade District

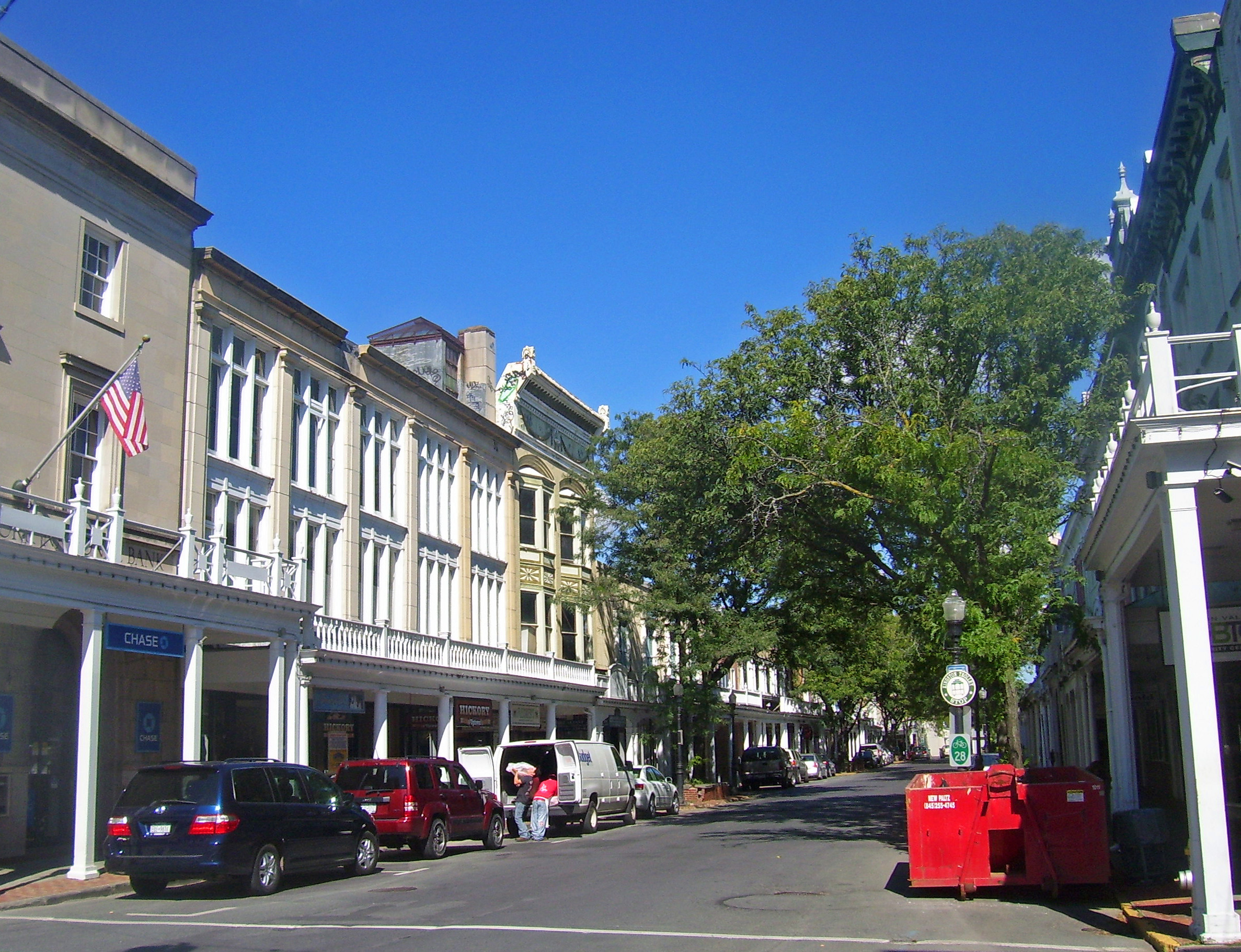
Blick entlang der Wall Street, von der Kreuzung mit der John Street, 2008

Der Kingston Stockade District ist ein acht Straßenblöcke umfassendes Gebiet im westlichen Teil von Kingston, New York in den Vereinigten Staaten, das üblicherweise auch als Uptown Kingston bezeichnet wird. Dabei handelt es sich um die ursprünglich Mitte des 17. Jahrhunderts von niederländischen Siedlern begründete Ortschaft Wiltwyck, die erst ihren heutigen Namen Kingston erhielt, als sie unter britische Kontrolle gelangte.
Es ist die einzige der ursprünglich drei niederländischen Siedlungen in New York, die von Palisaden umgeben war und wo der Verlauf dieser Palisaden noch wegen des erhöhten Bodenniveaus sichtbar ist. Innerhalb des Gebietes stehen zahlreiche historische Bauwerke aus dem 17., 18. und 19. Jahrhundert, darunter das ursprüngliche Courthouse des Ulster Countys, das Senate House, in dem 1777 der Bundesstaat New York gegründet wurde und die von Minard Lafever entworfene Old Dutch Church, die zu einer National Historic Landmark erklärt wurde. Einige dieser Bauwerke stammen aus der Zeit, bevor Kingston von britischen Truppen während des Amerikanischen Unabhängigkeitskrieges niedergebrannt wurde. An der Kreuzung von Crown Street und John Street stehen an allen vier Ecken aus niederländischer Kolonialzeit stammende Steinhäuser; die Kreuzung ist die einzige in den Vereinigten Staaten, bei der dies der Fall ist.
Die Umgebung des Senate House wurde 1970 als Clinton Avenue Historic District in das National Register of Historic Places aufgenommen. Fünf Jahre später, nachdem der historische Wert des gesamten Gebietes deutlicher geworden war, wurde der größere Stockade District geschaffen, der das ursprüngliche Denkmalschutzgebiet einschloss und ablöste. Die formelle Anerkennung der historischen Bedeutung führte zu umfangreichen Auseinandersetzungen in der kommunalen Selbstverwaltung über Neubebauungen des Gebietes.

## Geographie
Der Stockade District hat die Form eines Parallelogrammes; seine Grenzen sind definiert als die rückwärtigen Grundstücksgrenzen der Parzellen entlang der North Front Street im Norden, der Green Street im Westen, der Main Street im Süden und der Clinton Avenue im Osten. Die Crown Street liegt vollständig innerhalb des Distrikts, auch die Kreuzungen mit Fair, John und Wall Street. Der Distrikt erstreckt sich auch ein kleines Stück entlang der Converse Street, um die Lowe-Bogardus-Ruine einzuschließen sowie ein kleines Stück der ursprünglichen Palisade an der Nordwestecke der Frog Alley. Insgesamt umfasst der Distrikt 32 Acre (rund 13 Hektar).
Der Distrikt ist zwischen Wohn- und Geschäftsgebiet aufgeteilt. Wohnhäuser dominieren seine westliche Hälfte, Geschäftshäuser überwiegen im östlichen Teil. Der dicht bebaute Block der Wall Street zwischen John Street und North Front Street hat flache Dächer über seinen Gehwegen, ein Merkmal, das in New York nicht üblich ist. Der Block der Wall Street nach Süden wird bestimmt durch das alte Courthouse und die Old Dutch Church, deren Friedhof und Kirchhof die einzige nennenswerte Grünfläche im Bezirk bildet. Zwischen den einzelnen Gebäuden in diesem Bereich befinden sich etliche Parkplätze.
Nördlich und östlich des Distrikts sind die Stadtviertel primär gewerblich. Das Footballstadion der Stadt liegt eine kleine Strecke weiter im Westen, wo sich wie im Süden eher Wohngebiete befinden.
Der Distrikt befindet sich unweit der beiden wichtigsten Einfallstraßen nach Kingston von Westen und vom New York State Thruway. Washington Avenue liegt einen Block weiter im Osten. Sowohl die Interstate 587 als auch die New York State Route 28 enden an der Albany Avenue (New York State Route 32) wenig weiter östlich. Durch den Stockade District führen keine Hauptstraßen.

## Geschichte
Von seiner Gründung Mitte des 17. Jahrhunderts bis zur Schaffung der modernen Stadt Kingston im Jahr 1872 sind die Geschichte Kingstons und des historischen Bezirks identisch. Die meisten der älteren Gebäude wurden in den Jahren nach 1777, als die Briten den Ort niederbrannten, wiederaufgebaut und restauriert. Sein historischer Charakter wurde vielfältiger, als im Laufe des 19. Jahrhunderts mehrere signifikante Bauwerke errichtet wurden. Die Bemühungen der Denkmalschützer Ende des 20. Jahrhunderts, den historischen Charakter zu wahren, haben in jüngerer Vergangenheit zu Streit zwischen der Stadtverwaltung und den Bewohnern geführt.

### 1652–1783: Kolonialzeit und Amerikanische Revolution
Kingston nahm seinen Anfang als Dorf niederländischer Siedler. Wiltwyck wurde von Thomas Chambers aus Fort Orange (dem späteren Albany) 1652 gegründet. Die Stätte auf einer hochgelegenen Fläche in der Nähe des Bettes des Rondout Creek wurde gewählt, weil sie leicht verteidigt werden konnte. Andere Kolonisten ließen sich in dem Gebiet nieder, trotz der regelmäßigen Angriffe durch Indianer.
Sechs Jahre später, 1658, wies der niederländische Kolonialgouverneur Petrus Stuyvesant alle Siedler an, sich hinter die Palisaden zurückzuziehen, deren Bau er persönlich überwachte. Das Dorf wurde 1663 niedergebrannt und wieder aufgebaut. Anfang des 18. Jahrhunderts hatte sich das noch heute bestehende Straßennetz etabliert. An der nordwestlichen Ecke, wo die Palisaden eine Bastion auf einem Kliff bildeten, das noch heute vorhanden ist, war der Ort besonders gut bewehrt.

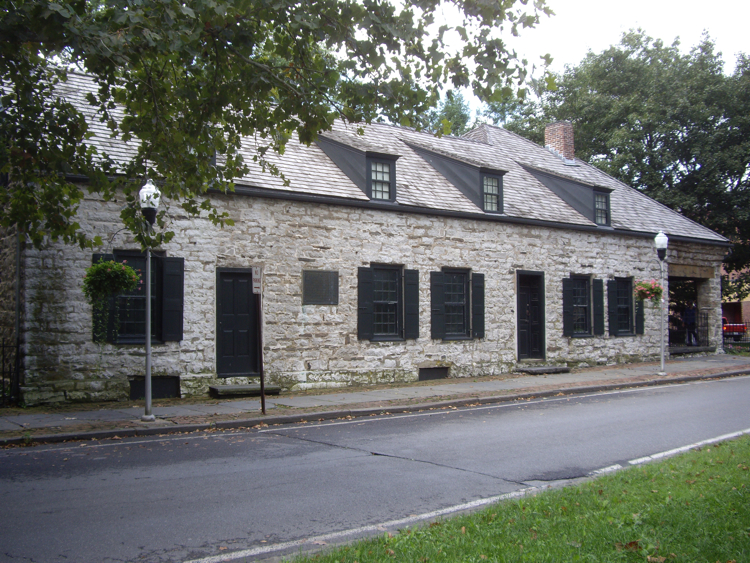
Im Senate House wurde der Bundesstaat New York gegründet.

1777 wurde Kingston ausgewählt, um die verfassungsgebende Versammlung zu beherbergen, bei welcher der Bundesstaat New York gegründet wurden. George Clinton wurde zum ersten Gouverneur von New York bestimmt und John Jay, der spätere erste Chief Justice of the United States, eröffnete die erste Sitzungsperiode des New York Supreme Court in Kingston.
Später in jenem Jahr nahmen die Briten unter General John Vaughan die nur schwach verteidigte Siedlung in einem Überraschungsangriff ein und brannten sie nieder. Insgesamt 326 Gebäude innerhalb und außerhalb der Palisaden wurden zerstört und nur eine Handvoll, darunter das Tobias Van Steenburgh House, blieben unangetastet. Die Stadt wurde später entlang ihres früheren Grundrisses wiederaufgebaut. Fünf Jahre später besuchte George Washington Kingston. Auf einer Besichtigungstour entlang der Stadtgrenzen drückte er Bewunderung aus für die Voraussicht Stuyvesants, als dieser die Palisaden errichten ließ. Als der Unabhängigkeitskrieg 1783 endete, schlug New York Kingston als Hauptstadt der Vereinigten Staaten vor.

### 1784–1908: Aufbau der Stadt und Anfänge des Denkmalschutzes
Anfang des 19. Jahrhunderts war das Gebiet innerhalb der Palisaden noch am Wachsen. Neue, dem Handel und Gewerbe gewidmete Gebäude wurden im zu jener Zeit populären Federal Style und Neoklassizismus errichtet. Ein neues Courthouse, das heutige Bauwerk, wurde 1818 anstelle des ersten Courthouses gebaut. Die First Protestant Reformed Dutch Church of Kingston, die älteste Kirchengemeinde der Stadt, entstand 1659, nutzte aber zunächst zwei bereits vorhandene Bauten, ehe sie 1852 ihren heutigen Sitz in dem auch als Old Dutch Church bekannten Bauwerk von Minard Lafever einnahm. Der weiße Kirchturm erhebt sich 60 m hoch über den Distrikt und ist eine National Historic Landmark.
Später im 19. Jahrhundert vereinigten sich die Villages Kingston und Rondout zur heutigen City. Rondout war von 1825 an am nördlichen Ende des Delaware and Hudson Canal gewachsen und sein Zentrum an den Ufern des Rondout Creek nahe dessen Mündung in den Hudson River wurde als downtown bekannt, um sich vom Kingston abzugrenzen, das folgerichtig zur uptown wurde.
Bemühungen um den Denkmalschutz begannen in der Stockade zu Beginn des 20. Jahrhunderts. Das Henry Sleight House an der Crown Street wurde seit seiner Erbauung um 1695 zu verschiedenen Zwecken genutzt, doch um 1900 war es verwahrlost und es drohte der Abriss. Die örtlichen Daughters of the American Revolution brachten Geld auf, um das Gebäude innen und außen umfassend zu sanieren. Es ist heute Sitz der örtlichen Vereinigung. Einige Jahre später wurde der lange Jahre in Washington, D.C. begrabene George Clinton nach Kingston zurückgebracht und 1908 mit allen Ehren im Hof der Old Dutch Church wiederbestattet.

### 20. Jahrhundert: Planmäßiger Denkmalschutz

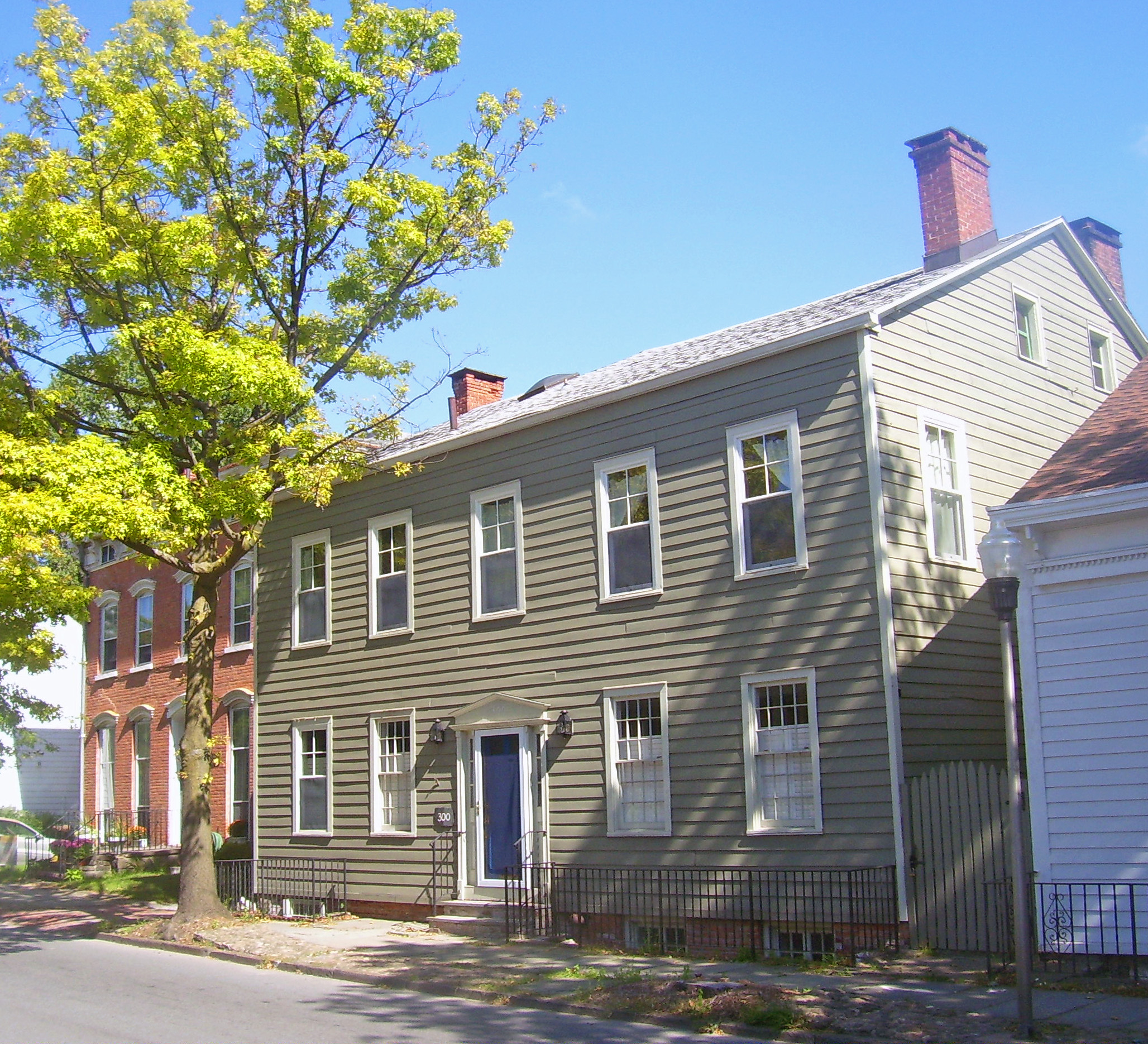
South Smith House an der Clinton Avenue

Jahrzehnte später wurde 1965 die Vereinigung der Friends of the Senate House gegründet, um dieses Gebäude zu schützen und zu erhalten. Die Vereinigung weitete schon bald ihre Aktivitäten aus auf die gesamte historische Architektur der Stadt und benannte sich um in Friends of Historic Kingston (FOHK). Der Vereinigung gelang es 1969, den ursprünglichen Clinton Avenue Historic District, bestehend aus dem Straßenblock zwischen Westbrook Lane sowie Clinton, North Fair und John Street als historischen Distrikt örtlich anerkennen zu lassen; im Jahr darauf war der Distrikt der erste Eintrag Kingstons im National Register. Vier Jahre später wurde das Denkmalschutzgebiet zum Stockade District erweitert. FOHK arbeitete daran, dass auch andere Bauwerke im Distrikt als historische Bauwerke anerkannt wurden und sorgte für die Renovierung einiger weiterer. Außerdem unterhält die Vereinigung das Gebiet um die Frog Alley an der nordwestlichen Ecke des Distrikts.
Während der 1970er Jahre wurden die Dächer über den Gehwegen an North Front Street und Wall Street hinzugefügt. Sie waren Teil des „Pike Plan“ (benannt nach dem aus Woodstock stammenden Künstler John Pike, der sie entwarf und baute), dessen Ziel die Revitalisierung des Gebiets war. Dieses verlor Kunden an die Malls außerhalb der Stadt. Die Geschäfte an diesen Straßen bezahlen ihren Unterhalt. Einige haben ihre Entfernung gefordert.

### 21. Jahrhundert: Erhaltung und Neubebauung
Zu Beginn des 21. Jahrhunderts übernahm die Countyverwaltung die Finanzierung einer archäologischen Grabung an der Stelle des Persen House, einem der vier Gebäude an der Kreuzung von Crown und John Street, als Teil der Anstrengungen, den Bau zu restaurieren und zu einem Museum zu machen. Die Grabungen brachten eine Reihe von Artefakten zum Vorschein, darunter einige Kanonenkugeln. Acht Jahre später, nachdem zwei Millionen US-Dollar ausgegeben waren, war sich die Countyregierung noch nicht über die Zukunft des Gebäudes klar. Sie hoffte, Gelder aus dem American Recovery and Reinvestment Act of 2009 zu erhalten, um die Arbeiten zu beenden.
Zu Beginn des 21. Jahrhunderts gerieten Denkmalpfleger und Stadtverwaltung wegen einiger Projekte, die Gebiete am Rand des historischen Distriktes betrafen, in Streit. Das Vorhaben eines Bauunternehmers aus New Jersey zum Bau ein zwölfstöckiges Apartmentgebäude anstelle eines geschlossenen Parkhauses an der North Front Street, das die Stadt abreißen lassen wollte, zog aufgrund seiner Höhe Widerspruch auf sich. Es wäre das höchste Bauwerk der Stadt geworden und hätte die in der Nähe liegenden Bauwerke des historischen Distriktes optisch erdrückt. Für die Realisierung des Projektes wäre eine Änderung des Bebauungsplanes der City notwendig gewesen, da dieser verbietet, dass Neubauten im Stockade District höher als die Basis des Kirchturms der Old Dutch Church über dem Straßenniveau, also höher als 18,9 m. Der Stadtkämmerer entschied später, dass keine Änderung des Bebauungsplanes notwendig sei, weil die Teile des Bauwerkes, die höher geplant waren, außerhalb der Grenzen des historischen Distriktes lagen.
Das Office of Parks, Recreation and Historic Preservation warnte die City of Kingston vor den negativen Auswirkungen, die ein solches turmähnliches Bauwerk auf den Stockade District haben würde und die state's Historic Preservation League des Bundesstaates setzte wegen des Bauvorhabens den historischen Distrikt auf seine Liste der sieben zu rettenden historischen Bauten für das Jahr 2007. Der Bürgermeister der Stadt und Unterstützer innerhalb der Gewerbetreibenden des Stockade Districts waren jedoch der Meinung, dass der wirtschaftliche Vorteil durch das Bauvorhaben die negativen Folgen für den historischen Charakter des Distriktes überwogen hätten. Schließlich ließ der Bauunternehmer wegen der Gegenwehr gegen das Projekt das Vorhaben fallen. Nachdem das Projekt gescheitert war, entschloss sich die Cityverwaltung zu einer Befragung der Bewohner darüber, was anstelle des Parkhauses gebaut werden sollte. Dabei ergab sich, dass es eine starke Opposition gegen Sozialwohnungen oder andere Arten von Mietwohnungen an der Stelle gab. Das Parkhaus wurde schließlich abgerissen. An seiner Stelle wurde ein temporärer Parkplatz eingerichtet.
Zu dem Zeitpunkt, als 2008 der Bau des Apartmentgebäudes platzte, beantragte CVS die Genehmigung für den Bau eines 1200 m² großen Ladengeschäftes an der Ecke von Washington Avenue und Shwenck Drive. FOHK und Denkmalpfleger sammelten rund 600 Unterschriften gegen das Bauprojekt und gaben an, dass ein Verkaufsmarkt einer dritten Drogeriekette in dem Gebiet einen der unabhängigen Drogeriehändler an der North Front Street aus dem Geschäft treiben wurde und die westliche Einfallstraße der Stadt zu einem Supermarktstreifen machen würde, der sich von denen anderer Städte des Landes nicht mehr unterscheiden würde. Einer der Stadtverordneten versuchte das Projekt durch ein in Washington, D.C. verhängtes Moratorium zu stoppen, wobei er die Unterstützung der Vereinigung der Gewerbetreibenden in der Stockade hatte. Das Moratorium wurde verhängt, doch der Planungsausschuss der Stadt genehmigte das Projekt schließlich, und im September 2009 begannen Bauarbeiter mit dem Planieren des Geländes.

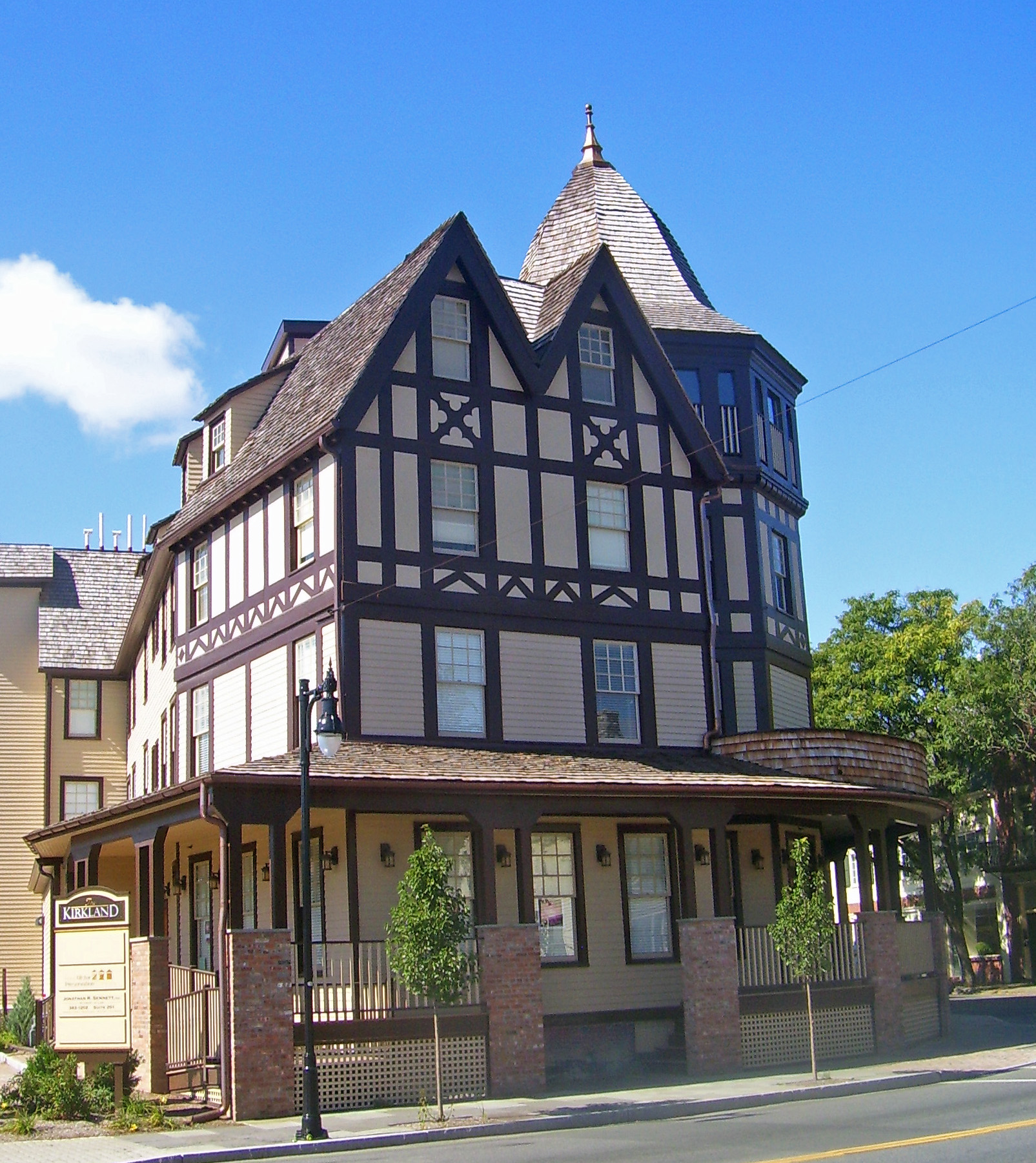
The Kirkland Hotel

Besser zusammenarbeiten konnten Stadtverwaltung und Denkmalschützer bei einem anderen Projekt, der Restaurierung des 1899 gebauten Kirkland Hotel an der Ecke von Clinton Avenue und Main Street am südöstlichen Ende des Distriktes. Das Gebäude ist ein seltenes Beispiel für ein aus Holzfachwerk errichtetes Stadthotel, das seit den 1970er Jahren leergestanden war. Mehrere Besitzer hatten versucht, zumindest das Restaurant des Hotels wiederzueröffnen, doch keiner konnte seine Bemühungen über einen Neuanstrich der Fassade hinaus verfolgen.
Im Jahr 2003 kauft die Rural Ulster Preservation Company (RUPCO), eine lokale gemeinnützige Organisation, die sich dem sozialen Wohnungsbau widmet, das Hotel mit der Absicht, die Restaurierung zu vollenden. Insgesamt 4,7 Millionen US-Dollar wurden über mehrere Jahre hinweg aufgewendet, um die ursprüngliche Veranda zu restaurieren und um eine geothermische Heizung einzubauen. Das Projekt wurde 2007 von der New Yorker Historic Preservation League ausgezeichnet.
Auch die Straßen und Gehwege bedurften der Reparatur. Der Abgeordnete Maurice Hinchey war 2008 der Stadtverwaltung dabei behilflich, 1,3 Millionen US-Dollar an Bundes-Zuschüssen zu erhalten, um die Uptown und den Stockade District zu revitalisieren. 1,7 Millionen US-Dollar wurden reserviert, um die Gehwegüberdachungen zu sanieren. Im folgenden Frühjahr gab die Stadtverwaltung bekannt, dass sie einen Teil des Geldes verwenden würde, um die Richtung des Verkehrs in einigen der Einbahnstraßen innerhalb des Distriktes umzukehren, sodass der Verkehrsfluss durch und um den Distrikt verbessert würde.

## Denkmalschutz
Ein kompletter Abschnitt der Bauvorschriften Kingstons regelt Neubauten in dem Gebiet, das darin als Stockade Area bezeichnet wird. In der Präambel stellt der Stadtrat heraus:

„[E]s ist im öffentlichen Interesse, sicherzustellen, daß der einzigartige und historische Charakter dieses historischen und architektonisch-designerischen Distriktes nicht verletzend beeinträchtigt wird, daß der Wert für die Gemeinde dieser Gebäude, die architektonischen und historischen Wert haben, nicht erniedrigt werden soll und das gesagt… [der D]istrikt unterhalten und erhalten, die Nutzung zur Bildung, Erfreuung und zum Wohlstand der Bürger der City of Kingston, New York und anderer gefördert werden soll… Das Gebiet beinhaltet die Architektur der vergangenen 300 Jahre und neuen Baumaßnahmen darf nicht gestattet werden, das Beste der architektonischen Räume und der kulturellen Verbindung mit der Vergangenheit zu erodieren.“

Die städtische Landmarks Preservation Commission begutachtet Anträge für Neubauten einschließlich signifikanter Änderungen bestehender Baute im Stockade District. Sie beurteilt das Vorhaben und kann im Interesse des Schutzes des historischen Charakters des Distriktes verlangen, dass Teile des Bauvorhabens geändert werden, einschließlich der Dachform, der Wände sowie der Befestigung der Zugangswege. Die Höhe von Neubauten ist auf 18,9 m limitiert, was der Höhe der Basis des Kirchturmes der Old Dutch Church entspricht. Die Kommission kann auch die Verwendung bestimmter Steine für die Gehwege verlangen, falls sie das für den historischen Gesamteindruck angemessen erachtet sowie anordnen, dass Neubauten von der Straße zurückversetzt und durch sichtabschirmende immergrüne Bepflanzung verborgen werden. Fünf Prozent aller Parkplatzflächen sind für Begrünungsmaßnahmen zu reservieren, die dem Sichtschutz dienen.
Die Friends of Historic Kingston (FOHK), eine Vereinigung, die Ende der 1960er Jahre gegründet wurde, um das Senate House zu erhalten, ist ein Verteidiger des historischen Charakters des Distriktes. Die 400 Mitglieder haben sich in der Vergangenheit lautstark gegen Projekte gewandt, von denen sie glaubten, dass durch diese der Distrikt in abwertender Weise beeinträchtigt würde, weswegen Gegner die Gruppe als Friends of Hysteric Kingston oder Enemies of Development bezeichnet haben. Die Vereinigung hat einige der Häuser in dem Distrikt und an anderer Stelle in der Stadt gekauft und restauriert. Sie betreibt zwei Museen in der Stadt und veranstaltet Führungen durch die Stockade.

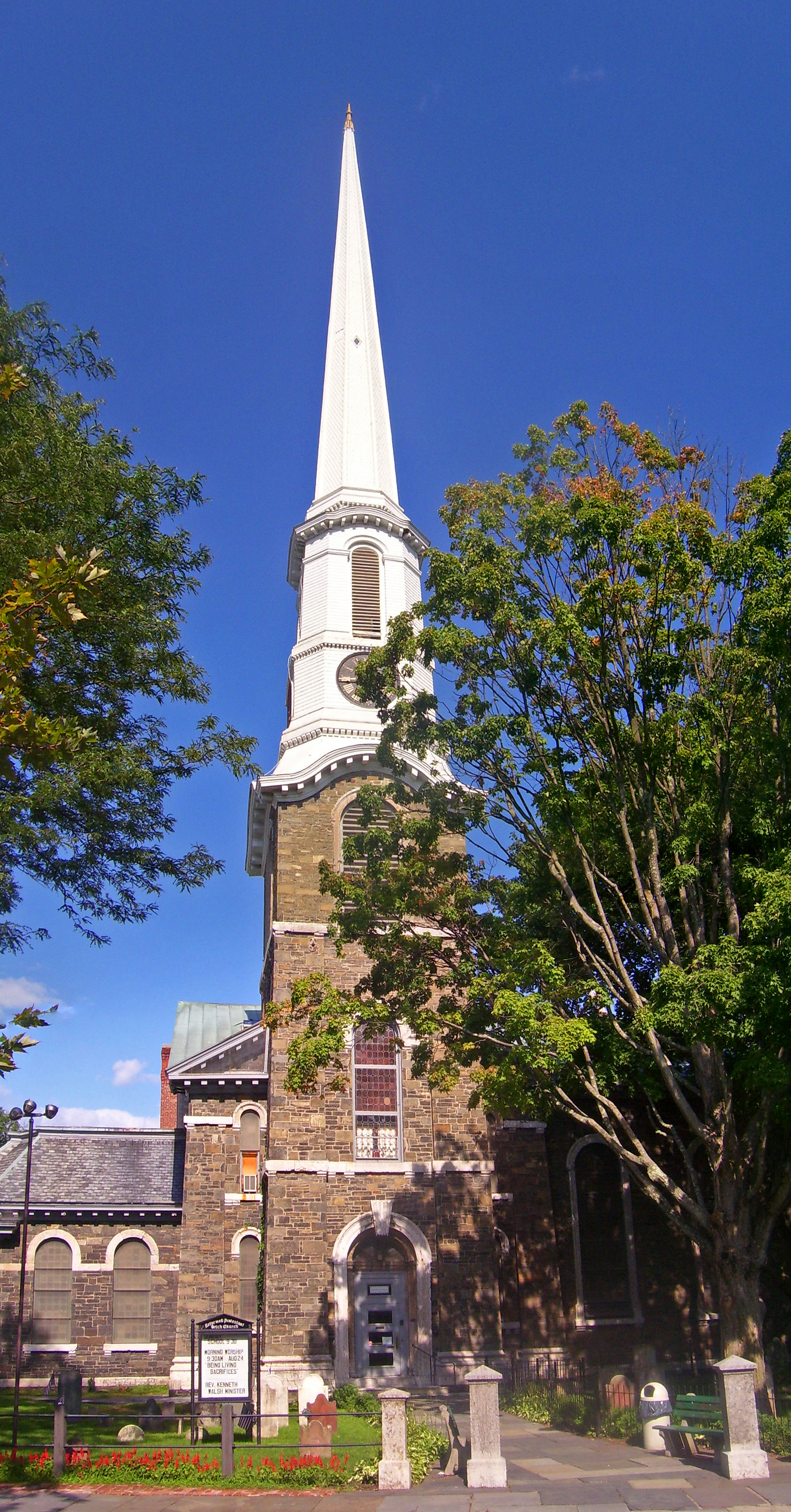
Old Dutch Church

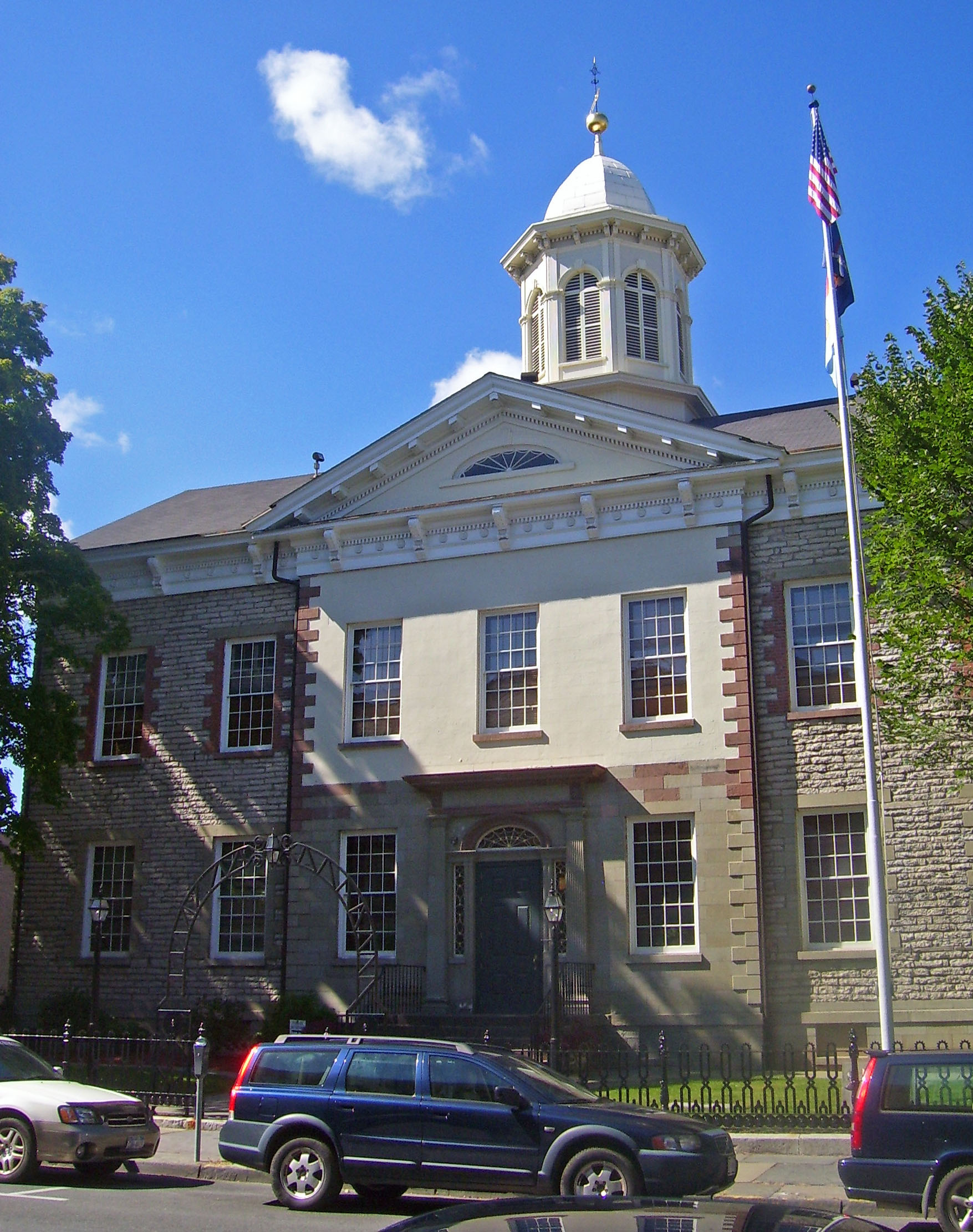
Ulster County Courthouse

## Signifikante Contributing Propertys
Einige der Gebäude der Stockade werden eigenständig im National Register geführt. Eines davon, die Old Dutch Church, wurde 2008 zu einer National Historic Landmark erklärt.

### National Historic Landmark
- Old Dutch Church, 272 Wall Street. Ursprünglich bekannt als die 1659 begründete First Reformed Protestant Dutch Church of Kingston dominiert das von Minard Lafever entworfene Kirchengebäude mit dem 68,6 m hohen Kirchturm die Skyline der Uptown von Kingston. Das Bauwerk wurde 1852 errichtet und ist Lafevers einzige noch bestehende Neorenaissance-Kirche und sein einziger Kirchenbau aus Stein. Vizepräsident George Clinton ist im Kirchhof begraben.

### National Register of Historic Places
- Kirkland Hotel, 2 Main Street. Das Hotel im Tudorbethan Style aus dem Jahr 1899 ist eines der neuesten Contributing Propertys und ein seltenes Beispiel eines in Holzständerbauweise errichteten Stadthotels. Nachdem das Gebäude fast drei Jahrzehnte leer stand, wurde es von einer örtlichen gemeinnützigen Gruppe für gemischte Nutzung zu gewerblichen und Wohnzwecken umgebaut.[30]
- Senate House, 276 Fair Street. Ein Jahrhundert nach der Errichtung dieses steinernen Gebäudes im Jahr 1676 wurde der Bundesstaat New York in diesem Bauwerk gegründet. Es wurde später im Jahr 1776 von britischen Truppen niedergebrannt. Es ist eine historische Stätte auf Bundesstaatsebene.

### Andere signifikante Gebäude
- Clermont Building, 295–299 Wall Street. Dieses Ende des 19. Jahrhunderts entstandenen Gewerbebauwerk verfügt noch über den Metallkranz auf seinem schiefergedeckten Mansarddach. Dabei handelt es sich um ein dekoratives Merkmal, das von vielen Gebäuden jener Zeit entfernt wurde. Das zweite Stockwerk hat hohe Decken mit zwei Wandgemälden von David und Goliath eines unbekannten Künstlers.[1]
- Houses at 21 and 25 Main Street. Ein paar ähnlicher Häuser; das eine stammt aus dem Jahr 1883 und ist in der Eastlake-Variante des Queen Anne Style gebaut.[1]
- House at 124 Green Street. Der ortsansässige Uhrmacher und Erfinder Charles Paige Carter baute dieses Cottage; es ist das einzige Haus im Stil der Carpenter Gothic im historischen Distrikt.[1]
- Kingston Trust Company Building, 27 Main Street. Dieses im monumentalen Maßstab erbaute neoklassizistische Geschäftshaus hat ungewöhnliche Fenster mit Schnitzarbeiten, die in den Fries eingesetzt sind.[1]
- Frantz Roggon House, 42 Crown Street. Eines der vier Gebäude an der Kreuzung von Crown und John Street aus der Zeit vor der amerikanischen Revolution. Es wurde im 19. Jahrhundert umgebaut.[1]
- St. Joseph's Church, 242 Wall Street. Die 1833 im neoklassizistischen Stil erbaute Kirche war zuerst die Pfarrkirche der First Reformed Protestant Dutch Church of Kingston. Sie wurde später, während des Sezessionskrieges als Zeughaus genutzt und wurde 1868 die erste römisch-katholische Kirche der Stadt.[1]
- Tappen House, 106–122 Green Street. Das um 1670 erbaute Haus wird als das älteste noch bestehend Haus in Kingston beurteilt. Wie das Roggon House wurde es im 19. Jahrhundert umgebaut. Es hat die auffallende Form einer Saltbox.[1]
- Ulster County Courthouse, 285 Wall Street. Dieses Courthouse ist das älteste noch bestehende County Courthouse in New York. Das Steinhaus wurde 1818 im Federal Style erbaut und steht an der Stelle des Vorgängerbaus, dessen Fundamente teilweise mitverwendet wurden. Die Kuppel wurde 1837 hinzugefügt.[1]